# Kangtorp Cheung Kork
Il Regio Esercito cambogiano (កងទ័ពជើងគោក, Kangtorp Cheung Kork) è una parte delle Regie Forze Armate cambogiane. Ha forze terrestri che contano 85.000 uomini divisi in undici divisioni di fanteria, con supporto corazzato d'artiglieria integrati. Il Regio Esercito è sotto la giurisdizione del Ministero della Difesa Nazionale.

## Organizzazione militare

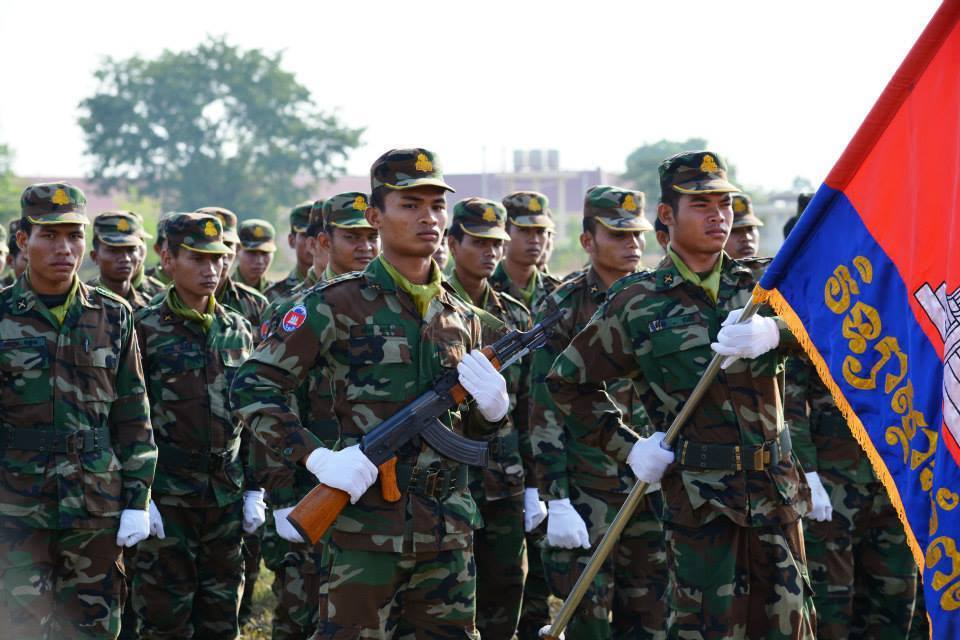
Soldati del Regio Esercito cambogiano

Sotto l'attuale piano militare e le divisioni, ogni regione militare ha una divisione completa. Ogni divisione sarà integrata da una divisione mobile di rinforzo a Phnom Penh. Il paese è diviso in sei, fino a poco tempo fa cinque, regioni militari, ognuna composta da tre o quattro province. Ci sono guarnigioni nelle principali città e nelle principali basi militari.
Il generale Hun Manet è il comandante del Regio Esercito cambogiano. Egli è anche il Vice comandante in capo delle Reali Forze Armate cambogiane.
Le forze sono schierate come richiesto in tutto il paese e nelle operazioni, situate come segue:
- Regione Uno: il quartier generale è a Stung Treng e la regione copre le province di Stung Treng, Ratanakiri e Mondulkiri.
- Regione Due: il quartier generale è a Kampong Cham e la regione copre le province di Kampong Cham, Prey Veng e Svay Rieng.
- Regione Tre: il quartier generale è a Kampong Speu e la regione copre le province di Kampong Speu, Takéo, Kampot, Preah Sihanouk, Koh Kong e Kep.
- Regione Quattro: il quartier generale è a Siem Reap e la regione copre le province di Siem Reap, Oddar Meanchey, Preah Vihear e Kampong Thom
- Regione Cinque: il quartier generale è a Battambang e la regione copre le province di Battambang, Pursat, Banteay Meanchey e Pailin.
- Regione Speciale: il quartier generale è nella capitale, Phnom Penh e la regione copre le province di Kampong Chhnang, Kandal e la municipalità maggiore di Phnom Penh.

Ogni regione militare è sotto il comando di un maggiore generale, assistito da un capo di Stato Maggiore con il grado di brigadier generale. In ogni provincia, c'è una base militare chiamata Zona Operazioni Militari sotto il comando di un colonnello.

## Equipaggiamento
A partire dal giugno 2010, si ritiene che 500 dei carri armati devono essere totalmente operativi.
- 500+ carri armati e un numero sconosciuto di carri armati leggeri.
- 300+ APC
- 600 Artiglieria
- 19 Elicotteri

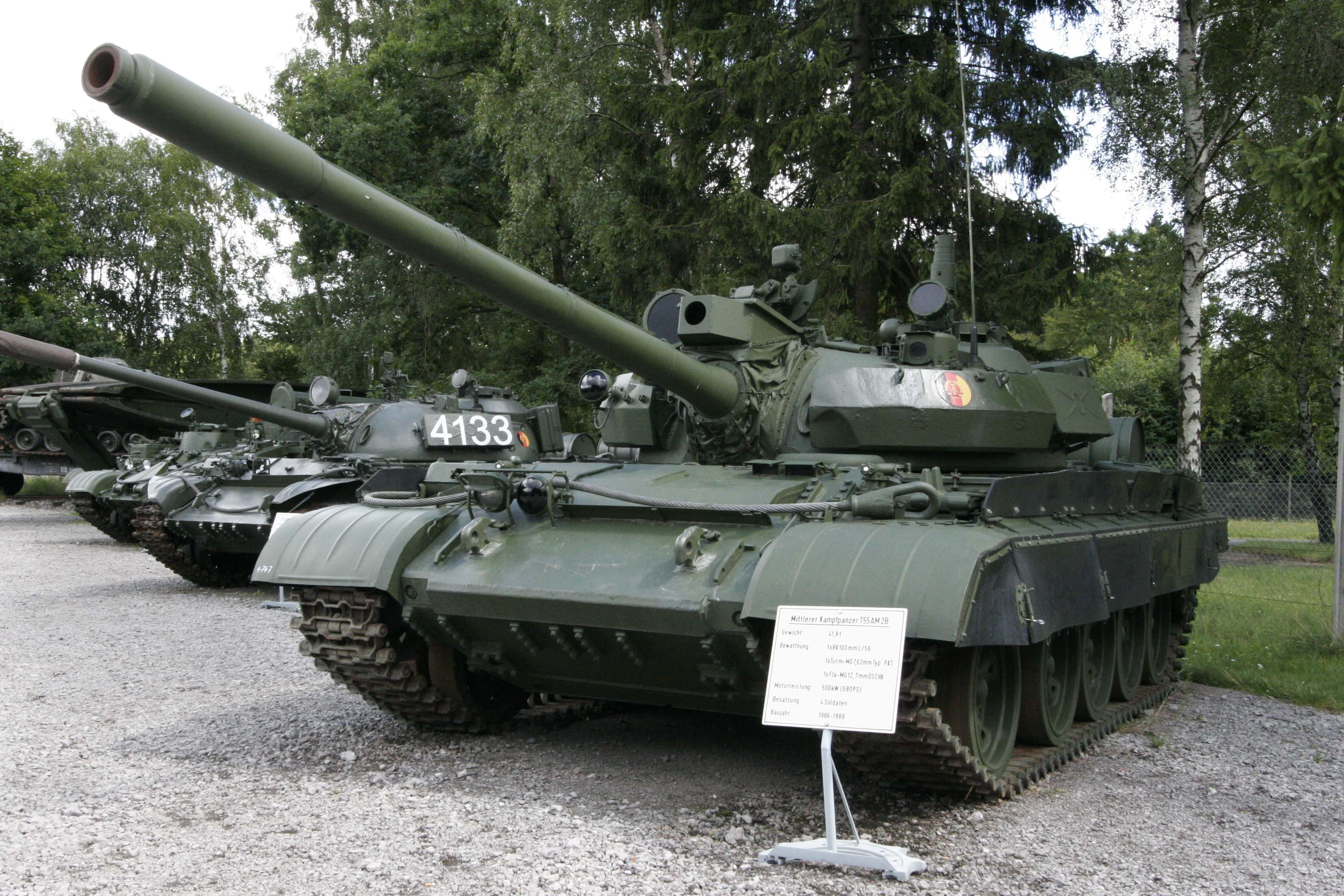
Varianti del T-55AM2BP.

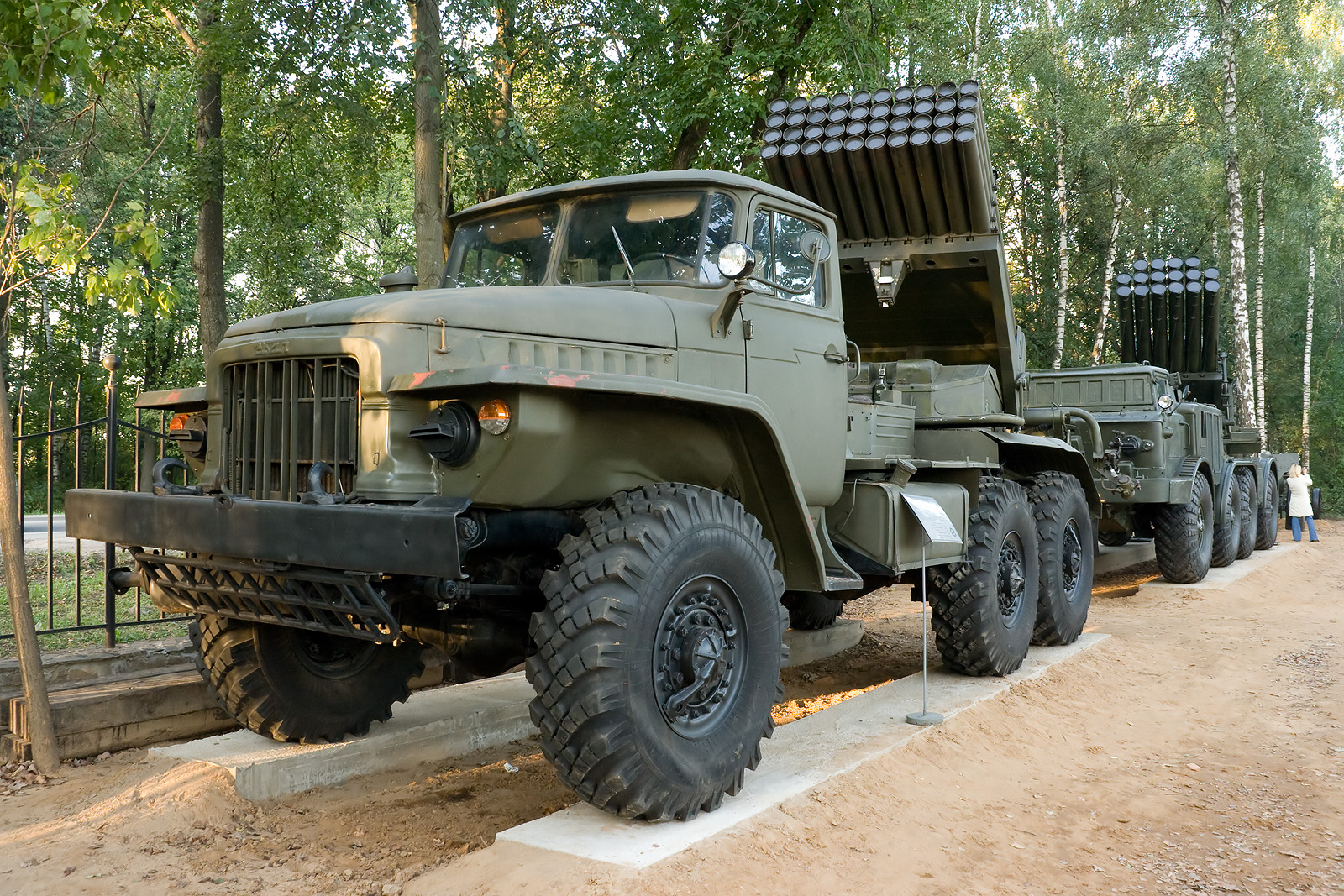
Lanciarazzi multiplo BM-21 Grad.

L'arte operativa e la dottrina tattica sono ancora in fase di definizione, dato che il processo di riforma continua.
Apparentemente, la riorganizzazione militare continua fornirà supporto corazzato integrato per ognuna delle divisioni di fanteria regionali. Tuttavia, gran parte del terreno della Cambogia non si presta a operazioni corazzate e i carri armati sono resi inutilizzabili durante la stagione delle piogge. Tutti gli APC OT-64 sono apparentemente andati alla forza di riserva di Phnom Penh.
Negli anni novanta, al fine di rendere l'esercito più mobile e meccanizzato, ci fu un afflusso costante di nuovi carri armati, semoventi d'artiglieria, veicoli trasporto truppe (APC), e camion. Le forze terrestri raramente ritirano i vecchi modelli di armi e tendono a mantenere un grande deposito d'equipaggiamento, mantenendo i vecchi modelli con quelli aggiornati in forza attiva o nella riserva. L'esercito rimane in gran parte una forza di fanteria, anche se un programma di modernizzazione decennale ha migliorato in modo significativo la mobilità e la potenza di fuoco delle sue forze attive.
L'equipaggiamento per le principali unità della forza venne fornito da Vietnam, Cina e Unione Sovietica. Gli armamenti consistevano di armi di origine sovietica, tra cui il fucile d'assalto AKM (versione aggiornata dell'AK-47), la mitragliatrice leggera RPD, la mitragliatrice ad uso generale PKM, il lanciarazzi RPG-2 da 82 mm, il lanciarazzi RPG-7 da 85 mm, il fucile d'assalto cinese Type 56 e varie armi in servizio, tra cui gli obici medi trainati e le armi di difesa aerea in diversi calibri. I carri armati nei battaglioni corazzati delle RFAC includevano il T-54/55, un vecchio, ma capace, carro armato da combattimento di origine sovietica; l'obsoleto carro armato leggero anfibio PT-76/Type 63; e il Type 59, un vecchio carro armato da combattimento cinese, probabilmente tramandato dalle scorte vietnamite. I lanciarazzi multipli nella forza principale includevano il BM-14 e il BM-21. I veicoli da combattimento della fanteria nell'inventario della forza principale consistevano della serie sovietica BTR di veicoli a motore e un po' di vecchio materiale americano, come ad esempio: i mezzi blindati M106 e M113, sia lasciati in eredità dal Vietnam sia lasciati indietro dai tempi della Repubblica Khmer.

### Veicoli

#### Veicoli da combattimento della fanteria
| Nome               | Tipo                                    | Quantità    | Origine           | Note |
| ------------------ | --------------------------------------- | ----------- | ----------------- | --- |
| T-55/T-55AM2BP     | Carro armato da combattimento           | 103         | Unione Sovietica  | |
| Type-59D/Type69/79 | Carro armato da combattimento           | 100         | Cina              | |
| Type 62/63         | Carro armato leggero                    | 40          | Cina              | 30 unità del Type 62 ordinate nel 1977 e altre 10 unità del Type 63 ordinate per il lotto successivo.                                                  |
| PT-76              | Carro armato leggero                    | 20          | Unione Sovietica  | 10 unità ordinate nel 1983 dall'Unione Sovietica e consegnate nel 1983 e altre 10 unità ordinate nel 1988 dall'Unione Sovietica e consegnate nel 1989. |
| BMP-1              | Veicolo da combattimento della fanteria | 70          | Unione Sovietica  | |
| BTR-60 PB          | Veicolo trasporto truppe                | 160         | Unione Sovietica  | |
| OT-64 SKOT         | Veicolo trasporto truppe                | 60          | Polonia Rep. Ceca | |
| BTR-152            | Veicolo trasporto truppe                | sconosciuto | Unione Sovietica  | Possibly retired |
| BRDM-2             | Autoblindo da ricognizione anfibia      | sconosciuto | Unione Sovietica  | |

Trasporto
| Nome       | Tipo                       | Quantità | Origine          | Note |
| ---------- | -------------------------- | -------- | ---------------- | ---- |
| Dongfeng 6 | Trasporto militare         | 150      | Cina             |      |
| Genpaw 4*2 | Trasporto militare         | 290      | Cina             |      |
| BJ2022     | Trasporto militare leggero | 75       | Cina             |      |
| Ural       | Trasporto militare         | 250      | Unione Sovietica |      |

### Artiglieria
| Nome       | Tipo                                    | Quantità | Origine          | Note |
| ---------- | --------------------------------------- | -------- | ---------------- | ---- |
| ZiS-3      | cannone anticarro 76 mm                 | 50       | Unione Sovietica |      |
| T-12       | cannone anticarro 100 mm                | 50       | Unione Sovietica |      |
| D-74       | obice rimorchiato 122 mm                | 50       | Cina             |      |
| M-30       | obice rimorchiato 122 mm                | 50       | Unione Sovietica |      |
| D-30       | obice rimorchiato 122 mm                | 50       | Unione Sovietica |      |
| M-46       | obice rimorchiato 130 mm                | 100      | Unione Sovietica |      |
| Type 59-1  | obice rimorchiato 130 mm                | 200      | Cina             |      |
| Type 63    | lanciarazzi multiplo rimorchiato 107 mm | 200      | Cina             |      |
| Type 81    | lanciarazzi multiplo semovente 122 mm   | 100      | Cina             |      |
| BM-21 Grad | lanciarazzi multiplo semovente 122 mm   | 200      | Unione Sovietica |      |
| BM-13/16   | lanciarazzi multiplo semovente 132 mm   | 100      | Unione Sovietica |      |
| BM-14      | lanciarazzi multiplo semovente 140 mm   | 100      | Unione Sovietica |      |
| RM-70      | lanciarazzi multiplo semovente 122 mm   | 50       | Cecoslovacchia   |      |

#### Artiglieria antiaerea
| Name         | Type                                    | Quantity    | Origin           | Notes |
| ------------ | --------------------------------------- | ----------- | ---------------- | ----- |
| ZPU-2        | cannone antiaereo trainato14.5mm        | 100         | Unione Sovietica |       |
| ZU-23-2      | cannone antiaereo a canne gemelle 23 mm | 100         | Unione Sovietica |       |
| 61-K         | cannone antiaereo trainato 37 mm        | 100         | Unione Sovietica |       |
| AZP S-60     | cannone antiaereo trainato 57mm         | 100         | Unione Sovietica |       |
| KS-19        | cannone antiaereo trainato 100 mm       | 50          | Unione Sovietica |       |
| Bofors 40 mm | cannone automatico antiaereo            | 50          | Svezia           |       |
| KS-1         | missile antiaereo                       | sconosciuto | Cina             |       |

### Armi di fanteria
| Armi piccole     | Tipo                           | Origine          | Nota |
| ---------------- | ------------------------------ | ---------------- | --- |
| Type 54          | Pistola semiautomatica         | Cina             | Modello standard |
| QSZ-92           | Pistola semiautomatica         | Cina             | Modello standard |
| Tokarev TT33     | Pistola semiautomatica         | Unione Sovietica | Modello standard |
| Makarov PM       | Pistola semiautomatica         | Unione Sovietica | Modello standard |
| AKM              | Fucile d'assalto               | Unione Sovietica | Modello standard |
| AKMS             | Fucile d'assalto               | Unione Sovietica | Modello standard |
| Type 56          | Fucile d'assalto               | Cina             | Modello standard |
| Type 56-1        | Fucile d'assalto               | Cina             | Modello standard |
| Type 56-2        | Fucile d'assalto               | Cina             | Modello standard, ricevuto recentemente e schierato presso le truppe vicino al confine cambogiano-thailandese.                       |
| Type 81-1        | Fucile d'assalto               | Cina             | Ricevuto recentemente. |
| CQ 311           | Fucile d'assalto               | Cina             | Alcuni sono visti in uso insieme al fucile M16A1.                                                                                    |
| CQ 5.56mm Type A | Fucile d'assalto               | Cina             | Variante cinese dell'M4A1. Utilizzato dalle forze speciali 911 Para-Commando e dall'Unità Guardie.                                   |
| Pindad SS1-V1    | Fucile d'assalto               | Indonesia        | Utilizzato dalle forze speciali 911 Para-Commando, dalla polizia militare e dall'Unità Guardie.                                      |
| M16A1            | Fucile d'assalto               | Stati Uniti      | ex fucile d'assalto principale delle FANK.                                                                                           |
| Daewoo K1        | Fucile d'assalto               | Corea del Sud    | Usato dalle forze speciali 911 Para-Commando.                                                                                        |
| Daewoo K2        | Fucile d'assalto               | Corea del Sud    | Usato dalle forze speciali 911 Para-Commando.                                                                                        |
| QBZ-97           | Fucile d'assalto bullpup       | Cina             | Utilizzato dalle forze speciali 911 Para-Commando e dall'Unità Guardie. Disattivato e sostituito dal QBZ-97B.                        |
| QBZ-97A          | Fucile d'assalto bullpup       | Cina             | Modello standard. Usato dalle forze speciali 911 Para-Commando.                                                                      |
| QBZ-97B          | Fucile d'assalto bullpup       | Cina             | Modello standard. Utilizzato dalle forze speciali 911 Para-Commando, dall'Unità Guardie e dalle Guardie reali cambogiane.            |
| SKS              | Carabina semiautomatica        | Unione Sovietica | Utilizzata dalle guardie reali cambogiane. Disattivato e sostituito dal QBZ-97B.                                                     |
| Type 56          | Carabina semiautomatica        | Cina             | Usata dalle Guardie reali cambogiane e come fucile d'addestramento della riserva.                                                    |
| Type 85          | Mitra                          | Cina             | Usato dalle forze speciali 911 Para-Commando.                                                                                        |
| Daewoo K7        | Mitra                          | Corea del Sud    | Usato dalle forze speciali 911 Para-Commando.                                                                                        |
| Mini Uzi         | Mitra                          | Israele          | Usato dall'Unità Guardie. |
| HK MP5A4         | Mitra                          | Germania         | Utilizzato in piccolo numero dalle forze speciali 911 Para-Commando e da un piccolo numero dell'Unità Guardie.                       |
| Type 79/85       | Fucile di precisione           | Cina             | Ricevuto recentemente. |
| KBU-97A          | Fucile di precisione           | Cina             | Ricevuto recentemente. |
| RPK              | Mitragliatrice leggera         | Unione Sovietica | |
| RPD              | Mitragliatrice leggera         | Unione Sovietica | |
| Type 56          | Mitragliatrice leggera         | Cina             | Modello standard |
| QBB-97 LSW       | Mitragliatrice leggera         | Cina             | Usata dalle forze speciali 911 Para-Commando.                                                                                        |
| PKM              | Mitragliatrice ad uso generale | Unione Sovietica | Chiamata anche K57 |
| Type 80          | Mitragliatrice ad uso generale | Cina             | Modello standard |
| DShK             | Mitragliatrice pesante         | Unione Sovietica | Sostituita dalla mitragliatrice W85 nelle truppe terrestri, montaggio su treppiede. Rimane in uso sul carro armato da combattimento. |
| Type 54          | Mitragliatrice pesante         | Cina             | Sostituita dalla mitragliatrice W85 nelle truppe terrestri, montaggio su treppiede. Rimane in uso sul carro armato da combattimento. |
| Type 77          | Mitragliatrice pesante         | Cina             | |
| W85              | Mitragliatrice pesante         | Cina             | Modello standard |
| RPG-2            | RPG                            | Unione Sovietica | Modello standard |
| RPG-7V2          | RPG                            | Unione Sovietica | |
| Type 56          | RPG                            | Cina             | Modello standard |
| Type 69          | RPG                            | Cina             | Modello standard |
| PF-89            | Lanciarazzi anticarro leggero  | Cina             | Modello standard. Nuovo lanciarazzi anticarro per fanteria                                                                           |
| Armbrust         | Lanciarazzi anticarro leggero  | Germania         | Modello standard |
| SA-7 Grail       | MANPADS                        | Unione Sovietica | Modello standard |
| HN-5             | MANPADS                        | Cina             | Modello standard |
| FN-6             | MANPADS                        | Cina             | Modello standard |
| FN-12/16         | MANPADS                        | Cina             | Modello standard, versione avanzata del FN-6.                                                                                        |
| M79              | Lanciagranate                  | Stati Uniti      | Lanciagranate principale delle FANK.                                                                                                 |
| M203             | Lanciagranate                  | Stati Uniti      | Collegato al fucile M16A1, ex lanciagranate delle FANK.                                                                              |

## Operazioni di pace
La RCAF ha inviato personale RCAF in vari punti caldi come parte del ruolo del Regno di Cambogia come membro delle Nazioni Unite. Per lo più genieri e unità logistiche, così come la polizia militare e membri paramilitari della Polizia armata sono stati inviati in operazioni di pace come:
- Repubblica Centrafricana
- Congo

## Gradi ed insegne dell'esercito
| Codice NATO equivalente | OR-9                                  | OR-9                                  | OR-9                     | OR-9                     | OR-9                  | OR-9                  | OR-8                 | OR-8                 | OR-7                 | OR-7                 | OR-6              | OR-6              | OR-6               | OR-6               | OR-6             | OR-6             | OR-5               | OR-5               | OR-5              | OR-5              | OR-5              | OR-5                  | OR-4                  | OR-4                  | OR-4            | OR-4            | OR-3            | OR-3            | OR-2            | OR-2            | OR-2            | OR-2            | OR-2            | OR-2            | OR-1            | OR-1            |
| ----------------------- | ------------------------------------- | ------------------------------------- | ------------------------ | ------------------------ | --------------------- | --------------------- | -------------------- | -------------------- | -------------------- | -------------------- | ----------------- | ----------------- | ------------------ | ------------------ | ---------------- | ---------------- | ------------------ | ------------------ | ----------------- | ----------------- | ----------------- | --------------------- | --------------------- | --------------------- | --------------- | --------------- | --------------- | --------------- | --------------- | --------------- | --------------- | --------------- | --------------- | --------------- | --------------- | --------------- |
| Cambogia                | General of the Army                   | General of the Army                   | General                  | General                  | Lieutenant General    | Lieutenant General    | Major General        | Major General        | Brigadier General    | Brigadier General    | Colonel           | Colonel           | Lieutenant Colonel | Lieutenant Colonel | Major            | Major            | Captain            | Captain            | 1st Lieutenant    | 1st Lieutenant    | 1st Lieutenant    | 2nd Lieutenant        | 2nd Lieutenant        | 2nd Lieutenant        | Non equivalente | Non equivalente | Non equivalente | Non equivalente | Non equivalente | Non equivalente | Non equivalente | Non equivalente | Non equivalente | Non equivalente | Non equivalente | Non equivalente |
| Cambogia                | នាយឧត្តមសេនីយ៍ផុតលេខ neay uttamseni photlekh | នាយឧត្តមសេនីយ៍ផុតលេខ neay uttamseni photlekh | នាយឧត្តមសេនីយ៍ neay uttamseni | នាយឧត្តមសេនីយ៍ neay uttamseni | ឧត្តមសេនីយ៍ឯក uttamseniek | ឧត្តមសេនីយ៍ឯក uttamseniek | ឧត្តមសេនីយ៍ទោ uttamsenito | ឧត្តមសេនីយ៍ទោ uttamsenito | ឧត្តមសេនីយ៍ត្រី uttamsenit | ឧត្តមសេនីយ៍ត្រី uttamsenit | វរសេនីយ៍ឯក vorseniek | វរសេនីយ៍ឯក vorseniek | វរសេនីយ៍ទោ vorsenito   | វរសេនីយ៍ទោ vorsenito   | វរសេនីយ៍ត្រី vorsenit | វរសេនីយ៍ត្រី vorsenit | អនុសេនីយ៍ឯក anouseniek | អនុសេនីយ៍ឯក anouseniek | អនុសេនីយ៍ទោ anousenito | អនុសេនីយ៍ទោ anousenito | អនុសេនីយ៍ទោ anousenito | អនុសេនីយ៍ត្រី anouseni trei | អនុសេនីយ៍ត្រី anouseni trei | អនុសេនីយ៍ត្រី anouseni trei | Non equivalente | Non equivalente | Non equivalente | Non equivalente | Non equivalente | Non equivalente | Non equivalente | Non equivalente | Non equivalente | Non equivalente | Non equivalente | Non equivalente |
| Cambogia                | Generale dell'esercito                | Generale dell'esercito                | Generale                 | Generale                 | Tenente generale      | Tenente generale      | Maggior generale     | Maggior generale     | Brigadier generale   | Brigadier generale   | Colonnello        | Colonnello        | Tenente colonnello | Tenente colonnello | Maggiore         | Maggiore         | Capitano           | Capitano           | Tenente           | Tenente           | Tenente           | Sottotenente          | Sottotenente          | Sottotenente          | Non equivalente | Non equivalente | Non equivalente | Non equivalente | Non equivalente | Non equivalente | Non equivalente | Non equivalente | Non equivalente | Non equivalente | Non equivalente | Non equivalente |

| Codice NATO equivalente | OR-9                  | OR-9                  | OR-9            | OR-9            | OR-9            | OR-9                         | OR-8                         | OR-8          | OR-7          | OR-7            | OR-6            | OR-6            | OR-6            | OR-6            | OR-6            | OR-6     | OR-5     | OR-5     | OR-5     | OR-5     | OR-5     | OR-5     | OR-4     | OR-4     | OR-4     | OR-4          | OR-3          | OR-3           | OR-2           | OR-2           | OR-2           | OR-2           | OR-2           | OR-2    | OR-1    | OR-1 |
| ----------------------- | --------------------- | --------------------- | --------------- | --------------- | --------------- | ---------------------------- | ---------------------------- | ------------- | ------------- | --------------- | --------------- | --------------- | --------------- | --------------- | --------------- | -------- | -------- | -------- | -------- | -------- | -------- | -------- | -------- | -------- | -------- | ------------- | ------------- | -------------- | -------------- | -------------- | -------------- | -------------- | -------------- | ------- | ------- | ---- |
|                         |                       |                       |                 |                 |                 |                              |                              |               |               |                 |                 |                 |                 |                 |                 |          |          |          |          |          |          |          |          |          |          |               |               |                |                |                |                |                |                |         |         |      |
| Cambogia                |                       |                       |                 |                 |                 |                              |                              |               |               |                 |                 |                 |                 |                 |                 |          |          |          |          |          |          |          |          |          |          |               |               |                |                |                |                |                |                |         |         |      |
| នាយចំណង់                   | នាយចំណង់                 | នាយចំណង់                 | ព្រឹន្ទបាលឯក        | ព្រឹន្ទបាលឯក        | ព្រឹន្ទបាលឯក        | ព្រឹន្ទបាលទោ                      | ព្រឹន្ទបាលទោ                      | ពលបាលឯក        | ពលបាលឯក        | ពលបាលទោ           | ពលបាលទោ           | ពលបាលទោ           | ពលបាលទោ           | ពលបាលទោ           | ពលបាលទោ           | ពលបាលត្រី   | ពលបាលត្រី   | ពលបាលត្រី   | ពលបាលត្រី   | ពលបាលត្រី   | ពលបាលត្រី   | នាយឯក     | នាយឯក     | នាយឯក     | នាយឯក     | នាយទោ           | នាយទោ           | ពលឯក           | ពលឯក           | ពលឯក           | ពលឯក           | ពលឯក           | ពលឯក           | ពលទោ     | ពលទោ     |      |
| Chief Warrant Officer   | Chief Warrant Officer | Chief Warrant Officer | Warrant Officer | Warrant Officer | Warrant Officer | Sergente maggiore di comando | Sergente maggiore di comando | Sergente capo | Sergente capo | Sergente scelto | Sergente scelto | Sergente scelto | Sergente scelto | Sergente scelto | Sergente scelto | Sergente | Sergente | Sergente | Sergente | Sergente | Sergente | Caporale | Caporale | Caporale | Caporale | Vice caporale | Vice caporale | Soldato scelto | Soldato scelto | Soldato scelto | Soldato scelto | Soldato scelto | Soldato scelto | Soldato | Soldato |      |